# Università di Kobe
L'Università di Kobe (in giapponese, 神 戸 大学, Kōbe Daigaku, abbreviato 神 大, Shindai) è un'università nazionale giapponese, situata a Kōbe.
È stata fondata nel 1949 anche se deriva dalla Scuola superiore commerciale di Kobe (神戸高等商業学校 Kōbe kōtō shōgyō gakkō) risalente al 1902. Nel 1929 questa scuola fu rinominata Università del commercio di Kobe (神戸商業大学 Kōbe shōgyō daigaku) e nel 1944 Università di economia di Kobe (神戸経済大学 Kōbe keizai daigaku). Nel 1949, con la riforma del sistema educativo giapponese, l'università si fuse con la Scuola Normale di Hyogo e altri istituti della prefettura di Hyōgo, creando così l'Università di Kobe.
L'università comprende undici facoltà di laurea e dodici scuole di specializzazione. Si trova vicino al Monte del Rokko.

## Facoltà di Laurea
- Facoltà di Lettere
- Facoltà di Studi Interculturali
- Facoltà di Sviluppo Umano
- Facoltà di Giurisprudenza
- Facoltà di Economia
- Facoltà di Economia Aziendale
- Facoltà di Scienze
- Scuola di Medicina
- Facoltà di Tecnologia
- Facoltà di Agraria
- Facoltà di Scienze del Mare

## Scuole di Dottorato
- Economia
- Business Administration
- Diritto
- Studi di Cooperazione Internazionale
- Lettere
- Studi Interculturali
- Sviluppo e ambiente umano
- Medicina
- Scienza
- Tecnologia
- Scienze Agrarie
- Scienze Marine